# جراحة اختيارية
تعد الجراحة الاختيارية أو العملية الجراحية الاختيارية (المشتق من المصطلح اللاتيني eligere، الذي يعني الاختيار) أحد أنواع الجراحات التي تتم جدولتها مسبقًا نظرًا لكونها لا تتضمن تدخلاً طبيًا طارئًا. أما الجراحة شبه الاختيارية فهي نوع من أنواع الجراحة الذي يجب إجراؤه للحفاظ على حياة المريض، لكن ليس من الضروري إجراؤه فورًا.
على النقيض من ذلك، تعد الجراحة العاجلة أحد أنواع الجراحة التي يمكن تأجيلها لحين استقرار حالة المريض من الناحية الطبية، لكن ينبغي إجراؤها بوجه عام إما اليوم أو غدًا، أما جراحة الطوارئ فهي تلك التي يجب إجراؤها دون أي تأخير؛ حيث لا يمتلك المريض أي خيار سوى الجراحة الفورية، إذا رغب في عدم التعرض لخطر العجز الدائم أو الوفاة.
تكون غالبية أنواع الجراحة اختيارية.

## الأنواع
تتضمن الجراحات الاختيارية جميع الجراحات الاختيارية التي تُجرى لأسباب غير طبية، على سبيل المثال، جراحة التجميل. تتضمن الجراحات الاختيارية أيضًا غالبية الجراحات الضرورية لأسباب طبية.
يتم عادة إجراء جراحات التجميل، مثل شد الوجه أو زرع الثدي، لتحسين المظهر البدني للمريض بشكل شخصي. تعد جراحات التجميل جراحات اختيارية تتم جدولتها مسبقًا في وقت مناسب لكل من المريض والجراح والمنشأة الطبية.
كما تعد العديد من الجراحات ذات الضرورة الطبية جراحات اختيارية. على سبيل المثال، تُجرى عمليات جراحة الفتق الإربي وجراحة إزالة المياه البيضاء وجراحة استئصال الثدي في حالة الإصابة بسرطان الثدي، والتبرع بالكلى عن طريق متبرع حي.على أنها جراحات اختيارية.

## الضرورة المتزايدة
عندما تسوء الحالة، لكنها لم تصل بعد إلى نقطة الطوارئ الحقيقية، يتعامل الجراحون مع الحالة على أنها جراحة شبه اختيارية: أي أنه يجب التعامل مع الجزء المريض، لكن لا يُتوقع أن يؤدي التأخير إلى التأثير في نتيجة الجراحة.
بالنسبة للمرضى الذين يعانون من حالات طبية متنوعة، ربما يتم تأجيل التعامل مع المشكلات المصنفة على أنها جراحات شبه اختيارية لحين تركيز الجهود على الحالات الطارئة واستقرار المريض طبيًا. على سبيل المثال، عادة ما تؤجل قدر الإمكان السيدات الحوامل جميع أنواع الإجراءات الجراحية الاختيارية وشبه الاختيارية إلى ما بعد الولادة. سيتم في بعض الحالات تأجيل الجراحات المطلوبة بشكل عاجل إلى وقت آخر لحين تركيز الجهود على حالات مطلوب إجراء جراحات لها بشكل أسرع. هناك حالات أخرى ربما يتم فيها إجراء جراحة طارئة في الوقت نفسه الذي تبذل فيه جهود الإنعاش لإنقاذ الحياة.
تتم عادة جدولة الإجراءات الجراحية شبه الاختيارية خلال إطار زمني يفترض أن يكون مناسبًا لحالة المريض ومرضه. تُجدول عادة جراحات استئصال الأورام الخبيثة، على سبيل المثال، على أنها جراحات شبه اختيارية، نظرًا لأن نطاق إجرائها يمتد لعدة أيام أو أسابيع. أما الجراحة العاجلة فيتم إجراؤها عادة في غضون 48 ساعة من التشخيص. بينما تُجرى جراحات الطوارئ في أقرب وقت يكون فيه الجراح متاحًا.
يمكن إجراء العديد من الجراحات سواء أكانت اختيارية أم جراحات طوارئ، وذلك حسب احتياجات المريض. ربما يتطلب التدهور المفاجئ لـمرض المرارة الاستئصال الفوري للمرارة من خلال إجراء جراحة طوارئ، لكن من الشائع بشكل أكثر بالنسبة لهذا النوع من الجراحات أن تتم جدولته مسبقًا.